# Кюамі Агбо
Кюамі Агбо (фр. Kuami Agboh, нар. 28 грудня 1977, Севі, Того) — тоголезький футболіст, що грав на позиції півзахисника.
Виступав, зокрема, за клуб «Осер», а також національну збірну Того.

## Клубна кар'єра
У дорослому футболі дебютував 1997 року виступами за команду «Осер Б», в якій того року взяв участь у 14 матчах чемпіонату. 
З 1998 року залучався до основного складу «Осеру». Виступав у команді з невеликими перервами до 2005 року.
2004 рік провів у оренді в клубі «Гренобль», 2006 — у бельгійському «Беверені», як повноцінний гравець клубу.
Завершив професійну ігрову кар'єру у фінському «МюПа», за команду якого виступав протягом 2007—2008 років.

## Виступи за збірні
1997 року залучався до складу молодіжної збірної Франції.
Проте за національну збірну Франції так і не зіграв, дебютувавши 2005 року в офіційних матчах у складі національної збірної Того проти Парагваю. Протягом кар'єри у національній команді провів у формі головної команди країни 6 матчів.
У складі збірної був учасником чемпіонату світу 2006 року у Німеччині.

## Титули і досягнення
- Чемпіон Європи (U-18): 1996